# Julien Robert
Julien Robert (n. 11 decembrie 1974, Grenoble, Franța) este un biatlonist ce a reprezentat Franța, medaliat olimpic. A participat la 3 ediții ale Jocurilor Olimpice (1998, 2002, 2006) în care a câștigat două medalii de bronz.